# Prowincja Savona
Prowincja Savona (wł. Provincia di Savona) – prowincja we Włoszech. 
Nadrzędną jednostką podziału administracyjnego jest region (tu: Liguria), a podrzędną jest gmina.
Liczba gmin w prowincji: 69.

## Zobacz też

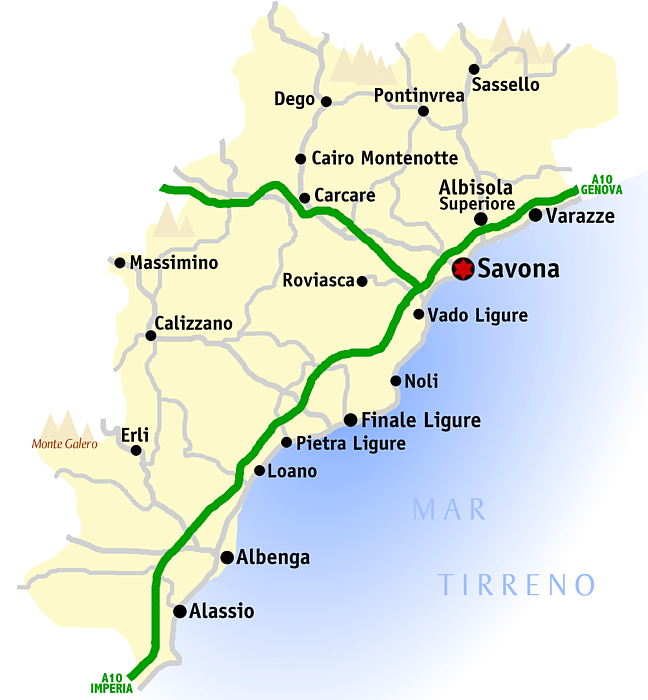
Mapa prowincji